# Galerie Zlotowski
La Galerie Zlotowski est une galerie d’art parisienne située au cœur du Quartier Saint-Germain-des-Prés. Elle est spécialisée dans l’art moderne et les mouvements avant-gardes du XXe siècle. La galerie a aussi un intérêt particulier pour les artistes de la seconde moitié du XXe siècle.  

## Historique
La Galerie Zlotowski a été fondée en 1998 par Michel Zlotowski. Son fils Yves Zlotowski a joint la galerie en tant que directeur en 2015. Après s'être fait connaître dans le domaine du dessin cubiste, la galerie Zlotowski est devenue une référence internationale en contribuant à la redécouverte artistique de l’œuvre picturale de Le Corbusier, du couple avant-garde allemand Ella Bergmann-Michel et Robert Michel (de), et de l'artiste belge Stéphane Mandelbaum.

## Artistes
La Galerie Zlotowski monte des expositions de dessin, peinture, sculpture, technique mixte, collage (art), et art conceptuel. Les arts plastiques sont exprimés par des œuvres significatives du cubisme et ses suiveurs, du purisme, de l’art abstrait (abstraction géométrique l’expressionnisme abstrait, l’abstraction lyrique), du constructivisme, et du minimalisme. Les artistes représentés par la Galerie Zlotowski sont des artistes phares de chacun de ces mouvements artistiques historiques ayant une esthétique commune. Ils comprennent, entre autres:
| - Jean Arp - Willi Baumeister - Louise Bourgeois - Ella Bergmann-Michel - Sergio Camargo (en) - Sonia Delaunay - Walter Dexel (en) - Óscar Domínguez - Jean Dubuffet - Otto Freundlich | - Albert Gleizes - Hans Hartung - Auguste Herbin - František Kupka - Roger de La Fresnaye - Le Corbusier - Fernand Léger - Sol LeWitt - Stéphane Mandelbaum - Eugene James Martin | - Robert Michel (de) - László Moholy-Nagy - Vera Molnár - François Morellet - Robert Motherwell - Amédée Ozenfant - Serge Poliakoff - Kurt Schwitters - Takis | - Antoni Tàpies - Joaquín Torres García - Léon Tutundjian - Georges Valmier - Georges Vantongerloo - Victor Vasarely - Maria Helena Vieira da Silva - Friedrich Vordemberge-Gildewart (en) |

## Publications
La Galerie Zlotowski a réalisé des catalogues consacrés à Albert Gleizes, le Corbusier, Amédée Ozenfant, Kurt Schwitters, Simon Hantaï, Jean Dubuffet, Georges Valmier, Joaquin Torres Garcia, François Morellet et Stéphane Mandelbaum. Les ouvrages d’exposition comprennent de nombreux textes et illustrations sur l'oeuvre des artistes suivants:
- Stephane Mandelbaum, Bruno Jean et Gilles Sebhan, éditions galerie zlotowski, Paris, 2019, français et anglais, 107 pages.
- François Morellet - Correspondances amicales, Serge Lemoine, éditions galerie zlotowski, Paris, et Galerie Catherine Issert, Saint-Paul-de-Vence, 2017, français et anglais, 140 pages.
- Joaquín Torres García – L’esprit de synthèse”, éditions galerie zlotowski, Paris, 2017 français.
- Kurt Schwitters (1887-1948), Isabel Schulz, éditions galerie zlotowski, Paris, 2015, français et anglais, 62 pages.
- Le Corbusier – Panorama d’une œuvre, Eric Mouchet, éditions galerie zlotowski, Paris, 2015, français, 120 pages.
- Purisme et Esprit Nouveau – Le Corbusier et Ozenfant, Pierre Guénéguan et Eric Mouchet, éditions galerie zlotowski, Paris, 2014, français, 159 pages.
- Jean Dubuffet en Papier, Daniel Abadie, éditions galerie zlotowski, Paris, 2012, français, 72 pages.
- Le Corbusier (1887-1965) – Dessins–collages-peintures-sculptures, Eric Mouchet, éditions galerie zlotowski, Paris, 2010, français, 132 pages.
- Kurt Schwitters (1887-1948), Serge Lemoine, éditions galerie zlotowski, Paris, 2008, français, 52 pages.
- Le Corbusier (1887–1965) – l’Œuvre graphique, Eric Mouchet, éditions galerie zlotowski, Paris, 2009, français, 96 pages.
- Georges Valmier: 1885-1937, Alain Barrault et Eric Mouchet, éditions galerie zlotowski, Paris, 2006, français, 68 pages.

## Expositions à l’étranger
La Galerie Zlotowski a prêté des œuvres d'art pour des grandes expositions internationales. Elle a envoyé plusieurs œuvres majeures d’Ella Bergmann-Michel et Robert Michel au Sprengel Museum Hannover à Hanovre, Allemagne, pour une rétrospective qui s’est tenue en 2018. En 2019, la galerie a prêté une sculpture de Takis à la Fundació Catalunya-La Pedrera à Barcelone, Espagne et au Museo de Arte Contemporáneo de Alicante à Alicante, Espagne. Plusieurs œuvres de Le Corbusier ont été prêtées pour une rétrospective sur l’art visuel de l'artiste à l’Université IUVA de Venise en 2016, pour une exposition majeure consacrée au purisme à l’occasion du cinquantenaire du Musée national de l’art occidental de Tokyo, et pour une exposition consacrée à ses dessins en 2020 à Bruxelles. En 2019 la galerie a présenté une exposition de dessins et tableaux consacrée à Stéphane Mandelbaum, dont le commissariat a été assuré par Bruno Jean avant une rétrospective de l’artiste qui s’est tenue au Centre national d’art et de culture Georges-Pompidou. En 2020 des œuvres de Robert Michel et Sophie Taeuber-Arp iront respectivement comme prêts au Louvre Abou Dabi, Abou Dabi, Emirats arabes unis, et au MoMA à New York.

## Foires et salons
La Galerie Zlotowski participe à plusieurs salons en foires d’art tels que la Foire internationale d'art contemporain (FIAC) (Paris), Art Basel (Bâle, Suisse), TEFAF (Maastricht, Pays Bas et New York City, New York), Art Genève (Genève, Suisse), Salon du Dessin (Paris), Art Cologne (Cologne, Allemagne), et BRAFA (Bruxelles).